# Dorcadion ullrichi
Dorcadion ullrichi is een keversoort uit de familie van de boktorren (Cerambycidae). De wetenschappelijke naam van de soort werd voor het eerst geldig gepubliceerd in 1988 door D. Bernhauer.